# 資料庫理論
資料庫理論（Database theory）指資料庫與資料庫管理系統的相關理論與研究。
数据管理方面的理论涵盖其他领域，如查询语言的基础、計算複雜性和查询的表达能力、有限模型理论、数据库设计理论、依附理论、并发控制和数据库恢复基础、演绎数据库、时间数据库与空间数据库、实时数据库，管理不确定数据和概率数据库，以及Web数据。
大多数研究工作，传统上都基于关系模型，因为关系模型通常被认为是最简单和最基础的模型。其他数据模型的相应结果，例如面向对象或半结构模型，或者最近的图形数据模型和XML，通常可以从关系模型的结果中推导出来。